# .gb
.gb ist die länderspezifische Top-Level-Domain (ccTLD) des Vereinigten Königreiches. Sie existiert seit Juli 1985 und wird von der JANET verwaltet.
Zwar ist GB (englisch Great Britain) nach ISO 3166-1 die Abkürzung für das Vereinigte Königreich, aber schon vor der Existenz des Internets wurde als Kürzel UK (englisch United Kingdom) verwendet, sodass sich .uk durchsetzen konnte. Die Top-Level-Domain .gb wurde indes nur von einigen Regierungswebseiten und für E-Mails nach dem X.400-Standard verwendet. Nachdem die Verwendung von X.400 praktisch eingestellt worden war, verschwanden nach und nach auch alle Regierungsseiten. Die letzte verbliebene, allerdings damals schon ungenutzte Adresse .gb lautete dra.hmg.gb, die zur britischen Defence Research Agency gehörte. Heute ist allerdings auch diese Website nicht mehr erreichbar.